# Monument voor Poolse militairen (Axel)
Het monument voor Poolse militairen of bevrijdingsmonument (1948) in de Nederlandse stad Axel is een monument ter nagedachtenis aan tijdens de Tweede Wereldoorlog omgekomen Poolse militairen.

## Geschiedenis
Axel werd in september 1944 door de Poolse Eerste Pantserdivisie bevrijd. Tijdens de vier dagen durende strijd om de stad sneuvelden 25 militairen van het 10e Regiment Poolse Dragonders bij het forceren van het kanaal Axel-Hulst. In september 1945 werd ter herinnering hieraan bij het kanaal het Pools Kruis opgericht. Beeldhouwer Cephas Stauthamer maakte een beeld van een man die, getroffen in de hartstreek, neervalt. De mannenfiguur werd in brons gegoten door gieterij Binder. De naaktheid van het beeld leidde tot enige onrust.
Het monument werd opgericht op de plaats waar in 1944 de Polen de aanval inzetten. Het werd op 18 september 1948 onthuld door de Poolse kolonel Szydlowski. Beeldhouwer Stauthamer ontving een jaar later uit handen van de kolonel het Poolse Kruis van Verdienste.

## Beschrijving
Het oorlogsmonument bestaat uit een bronzen beeld van een naakte, vallende man. Hij breekt zijn val met zijn rechterarm, met zijn linkerhand grijpt hij naar zijn borst.
Het beeld staat op een rechthoekige, zandstenen sokkel waarop dichtregels van Jan H. de Groot geplaatst: 

AAN POLEN'S ZONEN
DIE OP DEZE GROND
VOOR ONZE VRIJHEID
TOT DEN DOOD TOE
STREDEN

Bij een renovatie van het monument is het opschrift overgenomen op een natuurstenen plaquette die tegen de sokkel is geplaatst.